# Clifton Fadiman
Clifton Fadiman (ur. 15 maja 1904 w Nowym Jorku, zm. 20 czerwca 1999 w Sanibel) – amerykański redaktor, prezenter telewizyjny i krytyk literacki.

## Wyróżnienia
Posiada swoją gwiazdę na Hollywoodzkiej Alei Gwiazd.